# デニス・メンショフ
デニス・メンショフ（ロシア語: Денис Николаевич Меньшов, 英語: Denis Nikolayevich Menchov、1978年1月25日 - ）は、ロシア・オリョール出身の元自転車プロロードレース選手。2000年プロデビュー。山岳とタイムトライアルの両方で実力を発揮する典型的なオールラウンダーだった。

## 経歴

### プロ転向以前
1989年11歳の時に地元のサイクリングスクールで自転車をはじめ、1993年にCSKAモスクワ（軍隊系のスポーツクラブ）にスカウトされる。後にCSKA-Lada-Samaraに所属。1996年、ソチで開催された成年向けステージレースに年齢が満たないにもかかわらず出場し勝利。その後ロシア国内およびヨーロッパ各国の地方ステージレースで活躍する。
1998年5月、フランスのレースRonde de l'Isardで総合優勝を果たし、バネストのマネージャーの目に留まる。

### 1999年～2004年
1999年、バネストのアマチュアチームに移籍し、2000年に同チームでプロデビュー。翌2001年に若手ロード選手の登竜門として位置づけられているツール・ド・ラブニールで総合優勝し、注目を浴びるようになる。その後も2002年にドーフィネ・リベレの第2ステージ（難関山岳モン・ヴァントゥ）で優勝、 2003年にはツール・ド・フランスで総合11位に入り、新人賞のマイヨ・ブランを獲得するなど、着実に実力を蓄えていく。
2004年はパリ～ニースの第6ステージで優勝。その後バスク一周では総合優勝を果たし、初のメジャータイトル獲得を達成したほか、ブエルタ・ア・エスパーニャの第5ステージで優勝したことで、グランツールでも初勝利を飾った。

### 2005年 ～ブエルタでの活躍～
2005年のブエルタ・ア・エスパーニャでは第1ステージ及び第9ステージの個人タイムトライアルを制するなどしたが、この時は ロベルト・エラスが絶好調で総合優勝して同大会3連覇を達成。メンショフは、複合賞こそ獲得したものの、総合成績ではエラスから4分36秒遅れの2位に甘んじた。しかし後日、第20ステージにおけるドーピング検査で EPO陽性反応を示したことを理由にエラスの優勝は剥奪。繰り上がりでメンショフが総合優勝となり、結果的にグランツールの初制覇を達成することになった。
しかし2012年12月21日、スペイン最高裁判所は、ドーピング検査の手続きに不適切があったというエラスの訴えを認め、2005年のブエルタについて、再びエラスを優勝とする判決を下した。

### 2006年
翌2006年はドーフィネ・リベレの第4ステージ（2002年に一度制しているモン・ヴァントゥでの山岳TT）で優勝。ツール・ド・フランスでもチームリーダーとして、大会最難関の呼び声も高かった第11ステージ（プラ・デ・ベレ）でフロイド・ランディスとリーヴァイ・ライプハイマーとの三つ巴の争いを制してステージ優勝。一時は総合3位につけるなど健闘し、最終的には総合6位に食い込む成果を上げた。

### 2007年 ～「2度目」のブエルタ総合優勝～
2007年はカタルーニャ一周の第7ステージ（アルカリススキー場への山岳TT）で優勝したほか総合でも3位に入り、ポイント賞も獲得。ドーフィネ・リベレでも総合4位に入って好調をアピールしていた。しかしツール・ド・フランスでは思ったような活躍ができず、第8ステージでチームメイトのミカエル・ラスムッセンがステージ優勝し、マイヨ・ジョーヌを着たことを受け、アシストに回ることになる。さらにそのラスムッセンがドーピング検査において虚偽報告をしていたという理由でチームで第17ステージ前に解雇されたのを受け、モチベーションを失ったメンショフもリタイアすることになった。
しかしブエルタ・ア・エスパーニャではタイムトライアルの第8ステージで好走してライバル達に差をつけると、山岳ステージの第9ステージでレオナルド・ピエポリに続き2位となって総合トップに立ち、同じく山岳ステージである次の第10ステージ（春のカタルーニャ一周と同じアルカリススキー場）ではステージ優勝した。その後の山岳ステージでもカルロス・サストレらのライバルたちのアタックに冷静に対処し、決してタイム差をつけられない、という、かつてのミゲル・インドゥラインを思わせる走りで総合トップの位置を守り切り、「2度目」の総合優勝を果たした。

### 2008年
2008年、初めてジロ・デ・イタリアに出場。初日のチームタイムトライアルでラボバンクは16位と出遅れた。頂上ゴールの山岳ステージである第14ステージでは総合優勝争いの有力勢の中で最も早くゴールしたが、第16ステージの山岳タイムトライアルでは逆に遅れを取り、第20ステージのモルティローロ峠ではアタックを試みるもライバル達を引き離すことは出来ず、これが響いて総合5位となった。
同年のツール・ド・フランスでは、第3ステージにおいて厳しい横風区間で起きた落車によりメイン集団が分裂し、これを機に先頭が激しくスピードを上げ、後方に取り残されたメンショフは結局他の優勝候補たちから38秒を失ってしまう。また、最後の超級の峠から1600メートル近い高度を下ってゴールする第16ステージでも、この最後の下りで総合上位陣から35秒の遅れを取る。結果的にこの計1分強の遅れが表彰台を逃す原因となり、最終日前日のタイムトライアルで区間6位と健闘したにもかかわらず総合4位となった（後に3位の選手のドーピングが発覚し繰上げ総合3位となる）。

### 2009年 ～ジロ・デ・イタリア総合優勝～
2009年のジロ・デ・イタリアでは、山岳コースの第5ステージを制して総合5位に浮上。区間3位に入った第10ステージ終了後、総合首位のダニーロ・ディルーカに1分20秒差の2位に浮上した。個人タイムトライアルが組まれた第12ステージでは、最初のラップ地点において他を圧倒し、2度目の区間優勝。ディルーカに34秒の差をつけ、ついにマリア・ローザを奪取した。その後、山岳ステージにおいてディルーカとの激闘が演じられ、互いに譲らない攻防戦が続いた。最後の山岳ステージとなった第19ステージ終了時点では、ディルーカに18秒差まで迫られたが、個人タイムトライアルが組まれた最終第21ステージにおいて、雨が降り出し条件が不利になる中、終盤落車するもタイム差を広げてディルーカを突き放し、初のジロ・デ・イタリア総合優勝を果たした。
さらに1998年のマルコ・パンターニ以来となるジロ・ツールのダブルツール達成を狙って同年のツール・ド・フランスに出場。しかし第1ステージの個人TTでいきなり大きく出遅れると、第4ステージのチームTTでは自身が落車するなどして大きくタイムロス。さらに勝負所のアルプス山岳ステージでも連日後退するなど明らかに走りに精彩を欠いて、優勝したアルベルト・コンタドールから1時間以上も遅れる総合51位に沈んだ。

### 2010年 ～ツール・ド・フランス　念願の表彰台へ～
シーズン当初はブエルタ・ア・ムルシア総合2位、ツール・ド・ロマンディ総合3位など好調な様子を見せたが、最大の目標であったツール・ド・フランスを前に気管支系の体調不良が続き、調整が遅れ気味のままオランダでのツール開幕を迎えた。
初日の個人タイムトライアルは若干不安を感じさせる結果であったが、多くの有力選手が落車に巻き込まれた第2ステージ、13kmのパヴェ区間を含み波乱のレースとなった第3ステージとも落車することなく無難にこなした。
山岳でも、総合優勝の最有力候補とされていたアルベルト・コンタドールとアンディ・シュレクの2人の闘いの陰で目立つことはなかったが、安定した走りで総合順位を4位まで上げてきた。
そして最終日前日の第19ステージ、メンショフが今年のツールの中で自分にとって絶好のチャンスであると考えていた52kmの個人タイムトライアルでは「人生で最高のレースだった」と述べるほどの快走をみせ、サムエル・サンチェスを逆転して総合3位となり、ロシア人選手として初めてツール・ド・フランス総合表彰台へ上ることができた。後にコンタドールの優勝剥奪により総合2位となる。

### 2011年 ～GEOX-TMC移籍、ツール出場を逃す～
2011年シーズンは、移籍先のジェオックス・TMCがツール・ド・フランスの招待を受けることができず、ジロやブエルタへの参加も不確定という状況下で始まった。「ツール不参加の決定を聞いた瞬間は、大きな失望や驚きはなかったが、難しいと知りつつ希望も持っていたし、冬の間ツールのことばかり考えて練習していたので、折り合いをつけるのは困難だった。しかし決定を変えることはできない」（pelotonのインタビュー）
3月のブエルタ・ア・ムルシアでは総合3位という成績を残したが、その後はアレルギー疾患やインフルエンザなどの体調不良に悩まされ、ジロ・デ・イタリアでは本人も不本意な総合8位に終わった。2001年以来初めてのツール不参加となった7月には、サストレとともにツアー・オブ・オーストリアに初出場し、総合5位（サストレは3位）となっている。
8月から始まったブエルタ・ア・エスパーニャには、サストレが比較的好調であることや得意の個人タイムトライアルが一度しかないことから、エースナンバーは付けずに参加。初日のチームタイムトライアルでGEOX-TMCは最下位から2番目となり、他の総合優勝候補たちに1分前後の差をつけられた。また第3ステージでは3度も自転車を交換するメカトラの不運に見舞われるなど、序盤は大きく出遅れた。
しかしチームメイトのファン・ホセ・コーボに総合上位の可能性が見えてきたことからアシストに転じ、山岳で集団を強力に牽引して何人かのライバルを引き離すなどの貢献をみせた。そしてコーボの総合優勝とGEOX-TMCのチーム総合優勝に大きく貢献しただけでなく、本人も総合5位まで成績を上げることができた。

### 2012年～2013年～カチューシャ移籍・引退へ～
2011年暮れ、突然のGEOX-TMC消滅と、不和であったカチューシャ・チーム首脳の人事刷新により、ついに母国のチームへの加入が実現した。しかし2012年は、8年ぶりに出場したパリ～ニースをはじめ、春先のレースの多くをリタイアし、体調不良と調整不足は明らかであった。
ツール・ド・フランスの調整の一環として出場した、ロシア選手権大会個人タイムトライアルでは優勝し、初のナショナルチャンピオンタイトルを獲得したが、ツールでは序盤こそ上位につけていたものの2週目以降失速し、15位という結果に終わった。
ロンドンオリンピック (2012年)には、ロードレースと個人タイムトライアルの両方にロシア代表として出場した。
ブエルタ・ア・エスパーニャ2012には、総合優勝を目指すホアキン・ロドリゲスのアシストとして参加。ホアキンの総合3位獲得に貢献したが、メンショフ自身も第20ステージ、ボラ・デル・ムンドで逃げ切りの区間優勝を果たした。（ブエルタ・ア・エスパーニャ・第20ステージ）　ロシア選手権を除けば3年以上レースでの勝利から遠ざかっていた上に、今大会最難関ステージでの優勝ということで、喜びと安堵の感情を隠すことはなかった。
2013年シーズンも同チームでスタートを切ったが、5月に引退を表明。近年は膝の故障に悩まされていたという

### 2014年
2014年7月12日、国際自転車競技連合(UCI)はバイオロジカル・パスポートでアンチ・ドーピング規則違反が見つかったメンショフの成績のうち、明らかに異常が認められた2009年、2010年、2012年のツール・ド・フランスの成績を剥奪した。2009年ジロ、2007年ブエルタ総合優勝などの成績は現在の所剥奪されていない。

## 人物
- 自転車を始める前はサッカーに熱中、クロスカントリースキー、釣りや狩りなども好んでいた。勉強も好きな子で、母親の前で10分もかかる詩の暗唱をして見せることもあった。

- 地元のサイクリングスクールの恩師によると「デニスは当初から非常に優秀な生徒であったが、1年目の夏、釣りに熱中しすぎて練習に来なくなってしまった。彼の祖母が自転車に専念するよう諭してくれたおかげで助かった」とのこと。恩師の耳には、今もその時の祖母の声が焼き付いているという。

- 現在も狩猟や釣りを趣味とするが、「殺生に興味はなく、自然の中で過ごすのが好きなんだ」とのこと。

- 親しい人以外に対しては口数が少なく、常に物静かな態度を崩さない。「普通にいい奴だが、プライベートはよくわからない」とチームメイトからは評される。2009年のジロ最終日に総合優勝を決めた際の激しいアクションは、ブロイキンク監督も「あんなデニスは見たことがない」と驚くものであったが、その日の夕食時にはすっかりいつもの彼に戻っていたという。

- レースでの強みは「リラックスできること、パニックに陥らないこと」、弱点は「経験不足」と自分を評している（2007年初頭）。この「経験」という点でメンショフは特にカルロス・サストレを高く評価しており、山岳では最も警戒すべき相手と認識している。自分でも経験を積んでいるとの自信をつけつつあり、2009年（31歳）には「自分は年々少しずつ進歩している。32歳から35歳がパーフェクトだろうと思う」と述べている。

- 走りが守備的すぎるとの批判に対しては「自分は真のクライマーでもタイムトライアルスペシャリストでもない。ずっとこのように走ってきて、今良い状況にあるのだから、これでよいと思っている。皆それぞれ自分の走り方をしているだけ」と答えている。

- 好きなレースは、グランツール以外ではクラシカ・サンセバスティアン（地元なので沿道に知人を多く見かけて楽しいとのこと）とリエージュ〜バストーニュ〜リエージュを挙げている。

- レースの中継でメンショフを見つけるためにはフォームに注目するとよい。僧帽筋に頭をうずめる（肩をすくめた感じ）理想的なフォームで、前から見れば平たく低い姿勢、上から見れば背中が四角いのが際立つ。また、上半身がほぼ動かない非常に安定したペダリングを常に崩さないため、気迫が感じられにくいこともある。

## エピソード
- 彼が少年の頃のロシアはまだ経済が本格成長を始める前であり、物資の不足に悩まされていた。オリョールのサイクリングスクールでも人数分の自転車をそろえることができず体力トレーニングが多かったため、辞めてしまう生徒も少なくなかった。それでも、やっと中古の自転車を与えられてから間もなくオリョールで行われたレースに出場したデニスは年齢別で優勝し、この時にプロロードレーサーへの夢が芽生えた。また、1999年にLada-Samaraからバネストのアマチュアチームに移る際、バネスト側が移籍の対価としてチームに渡したのは現金でなく、3000ユーロ相当の自転車部品だった。母親は「チームのジャージも自分たちでつぎはぎをあてて補修していた。息子は住まいと食事、いくらかの給費を求めてスペインに行った」と回想している。後にデニスは母校へ備品購入のための寄付をしている。

- 1999年からシーズン中はスペイン・パンプローナ近郊に在住。くつろぎたい時には妻に電話をかけたり、パソコンでロシアのコメディ映画を見ている。シーズンオフやツール・ド・フランス終了後のバカンス時期は故郷オリョールの自宅で過ごすのが恒例。このままスペインに住み続けるのかとのインタビューには常に「いずれロシアに帰りたい」と答える。家族の間ではロシア語のみで会話しており、シーズン中は妻子をオリョールに帰している。

- 2005年のブエルタ・ア・エスパーニャは結果的に総合優勝となったが、あまりの後味の悪さから「エラスも僕も敗者だ」というコメントを出している。
- 2007年のブエルタ・ア・エスパーニャは総合優勝だけでなく、山岳賞、コンビネーション賞も獲得。ポイント賞も最終ステージ前まで確保しており、まさに完勝といってよい内容だった。

- 2009年ジロ総合優勝について、こんなに嬉しい勝利は初めてで、自分のキャリアの中で最大の勝利であると述べている。その理由として、100周年という記念すべき大会でありメディアの注目度も高く、ハイレベルの選手が多数参加していたことを挙げているが、「10年間で初めて、メジャーレースでランス・アームストロングを負かしたしね（笑）」とも語っている。

- 最終日の表彰式では、国旗掲揚の際に誤ってロシア国歌ではなく、エリツィン政権時代の1991年から2000年までの期間にロシア国歌であった愛国歌が演奏されたが、「いい気分だったので別に気にならなかった」とのこと。また、この日着用していたタイムトライアルスーツについて、「（落車で）汚れていたしボロボロだったから捨てようとしたら、妻が "だめだめ！ 記念にしましょう" と言って僕から奪い返して隠してしまった。おかげであの服は救われたよ」と、ジロ終了2日後にモスクワ・ドモジェドボ国際空港で語った。

- 2009年のツールを振り返って「思いだすべきことは何もないレースだったが、落車の記録を打ち立てた。この記録を誰も更新しないことを願う」と自身のWebサイトで語る。

- 2008年、2009年にかけては、山岳でのアタックの瞬間や決勝のタイムトライアル、自らがエースであるチームタイムトライアル、同一ステージでの二度の単独落車など、観客を驚かせる場面での落車を繰り返した。メンショフは次のようなことに思い至ったという：「自転車乗りはなぜこんなに怪我ばかりしなくてはいけないのか。それは、過去の道路（路面状況がよくない）を未来の乗り物（最新鋭の自転車）で走るからだ。」（ロシア紙sovsportsのインタビューに答えて）

- 2010年9月、メンショフは「今度こそロシアチーム移籍」との大方の予想を覆し新チームGEOXとの契約を結んだ。カチューシャとの契約に至らなかった理由について「こちらから何度もカチューシャへの関心を公にアピールしてきたにも関わらず、正式なオファーは一度もなかった。問い合わせの手紙にも、移籍話が大詰めになり重要な時期なのに5日たっても返事が来なかったのでGEOXに決めた」と述べている。カチューシャの監督アンドレイ・チミルによれば、経済的な理由であるとのこと。

## 所属チーム
2000年～2004年　バネスト
- （チーム名義：2000年 バネスト、2001～2003年 iバネスト.com、2004年 イリュス・バレアレス・バネスト）

2005年～2010年　ラボバンク
2011年　GEOX-TMC
2012年　カチューシャ

## 主な成績

### グランツール
- ブエルタ・ア・エスパーニャ　通算5勝
- ツール・ド・フランス　通算1勝
- ジロ・デ・イタリア　通算2勝

- 2003年　 ツール・ド・フランス総合11位・新人賞
- 2004年　ブエルタ・ア・エスパーニャ1勝（途中リタイア）
- 2005年　 ブエルタ・ア・エスパーニャ総合優勝・複合賞（2勝）
- 2006年　ツール・ド・フランス総合6位（1勝）
- 2007年　 ブエルタ・ア・エスパーニャ 総合優勝・山岳賞・複合賞（1勝）
- 2008年　ジロ・デ・イタリア総合5位　ツール・ド・フランス総合4位（繰上げ3位）
- 2009年　 ジロ・デ・イタリア総合優勝（2勝）
- 2010年　ツール・ド・フランス総合3位
- 2011年　ブエルタ・ア・エスパーニャ総合5位
- 2012年　ブエルタ・ア・エスパーニャ1勝

※()内はステージ優勝数

### ステージレース
- 2002年　ドーフィネ・リベレ総合6位（1勝）
- 2004年　パリ～ニース1勝　バスク一周総合優勝
- 2006年　ドーフィネ・リベレ総合6位（1勝）
- 2007年　カタルーニャ一周総合3位・ポイント賞（1勝）　ドーフィネ・リベレ総合4位
- 2008年　ツール・ド・ロマンディ総合4位
- 2009年　ブエルタ・ア・ムルシア総合優勝
- 2010年　ツール・ド・ロマンディ総合3位

※()内はステージ優勝数

### その他のレース
- 2012年　 ロシア選手権・個人タイムトライアル(ITT) 優勝